# 주요 우울 장애
주요 우울 장애(主要憂鬱障礙, 영어: major depressive disorder)는 지속적인 우울감과 활동력 저하를 특징으로 하는 우울감 상태가 지속적 또는 반복적으로 나타나는 정신장애이다. 1970년대 처음 소개되어 1980년대 미국의 정신질환 진단 및 통계 편람(DSM-III)에 반영한 이후 널리 받아들인 분류이다.
증상으로 우울감과 절망감, 흥미나 쾌락의 현저한 저하, 저하되거나 증가된 식욕과 체중, 수면양의 감소나 증가, 신체적 초조 또는 활동 속도의 지체, 성욕의 상실이나 피로감, 부적절한 죄책감과 책임감, 무가치감, 집중력의 저하 또는 우유부단함, 죽음이나 자살에 대한 생각 등이 있으며, 이들이 사회생활은 물론 일상생활에 문제를 일으키는 심각한 수준으로 2주 이상 지속하는 경우 거의 주요 우울장애로 진단한다. 사회적·직업적 생활에 여러 장애를 일으키며, 대부분 재발하므로 장기적인 치료가 필요하다.
가장 일반적인 정신장애 중 하나로, 조사에 따라 다르나 세계인구의 2~3%가 주요우울장애를 앓는 것으로 추정되며, 지역별 편차가 있으나 2~8%의 주요 우울장애 환자가 자살로 생을 마감한다. 가장 흔한 발병 연령대는 20대이며, 남성보다 여성이 조금 더 흔하다. 장애의 양상은 단일 우울 삽화가 몇 달 동안 지속되는 경우부터 평생 반복적으로 주요 우울 삽화가 재발하는 경우까지 다양하다. 일반적으로 심리 치료와 항우울제를 통한 약물 치료가 병행되며, 자타에 위험을 가할 수 있는 경우 입원치료가 필요할 수 있다. 발병에는 유전적, 환경적, 심리적 요인이 복합적으로 작용한다. 
가장 흔한 오해는 우울장애를 마음가짐으로 충분히 치유한다는 오해다. 도리어 우울증은 빨리 치료해야 하는 질병이라고 생각해야 한다. 우울증은 치료하지 않아도 낫는다고 흔히 생각하나, 치료하지 않으면 그 기간에 걸쳐 받는 정신적 고통과 자신과 타인에 대한 위험, 긴 우울증 유병 시기, 자살 위험 증가 등의 문제가 발생한다. 그리고 우울장애를 방치하면 발생하는 업무능력 저하, 의사결정 장애, 의사소통 왜곡, 업무처리 지연 등 직접 또는 간접적인 사회적 비용이 증가한다. 가장 심각한 사회적 비용은 자신과 타인을 위험에 빠트리거나 파괴하는 행위다. 독일 비행기 사고인 저먼윙스 9525편 추락 사고가 그 사례이다. 부기장이 우울증으로 자살하는 과정에서 알프스 산맥에 항공기를 충돌시켜 탑승했던 150명이 사망한 사건이 있었다. 이처럼 우울장애를 방치하여 발생하는 사건 중에는 사회적 비용을 측정조차 못할 정도인 경우도 있다.

## 원인
과학자들은 우울증의 원인을 밝혀내려 노력하지만 아직까지 정확한 발병 원인은 밝혀지지 않았다. 세로토닌과 멜라토닌은 우울증의 원인으로 지목하는 대표적인 물질들이고 이뿐 아니라 도파민, 노르에피네프린 등 신경과 관련한 여러 가지 호르몬도 우울증에 영향을 미친다. 한편 임신우울증, 산후우울증, 주부우울증, 계절우울증 등의 분류에서 보이듯 우울증 발병은 개인의 내부와 외부 영향을 받는다.
세로토닌은 뇌척수액에서 발견되는 신경대사물질로, 뇌를 순환하며 신경 전달 기능을 한다. 세로토닌은 감정 표현과 밀접한 관련을 가진 물질이다. 이 물질이 부족하면 감정이 불안정해서 근심과 걱정이 많아지고 충동적인 성향이 나타난다. 1970년대 과학자들은 세로토닌 결핍이 우울증과 밀접한 관련성이 있다고 밝혔다. 현재 우울증 치료제로 사용하는 약은 세로토닌 재흡수를 막아서 뇌 속에 더 오랫동안 머물도록 하는 약제들이 많다. 멜라토닌은 인체의 생체 시계 역할을 하는 호르몬으로, 수면과 연관되어 부족할 경우 불면증에 시달린다. 멜라토닌은 수면욕 외에도 식욕, 성욕 등 생리 기능에 관여하므로 부족할 경우 무기력증에 빠지기도 한다.
우울증은 일반적으로 남성보다 여성에게서 2배 정도 많이 나타난다. 여성들은 일반적으로 남성보다 세로토닌 수치가 높게 나타나지만 여성은 세로토닌의 농도가 조금만 변해도 민감하게 반응하여 우울증에 걸릴 확률이 더 높다. 여성이 남성보다 민감하게 반응하는 이유는 월경 주기를 전후로 에스트로겐과 프로게스테론 등 여성 호르몬의 불균형이 뇌를 자극하여 세로토닌에 변화를 주기 때문이다.
우울증은 도파민, 세로토닌, 노르에피네프린 등 신경전달물질의 화학적 불균형으로 일어나게 된다. 그리고 생물학적, 심리학적, 사회학적, 병리학적 다양한 요인이 이러한 불균형에 영향을 미친다.
특히 어릴적 당한 사고, 폭행, 학대 등으로 인한 정신적 트라우마는 이후 성장하면서 우울증으로 발전할 확률이 8 ~ 10배 높다. 이유는 스트레스가 발생하면 인간의 뇌에서 단백질 손상이 일어나 이를 신경영양인자를 통해 치료하지만, 정작 깊은 트라우마로 인한 우울증을 겪는 사람에게선 신경영양인자의 양이 정상인보다 떨어지기 때문이다.
- 여성은 남성보다 세로토닌 합성률이 낮아서 상대적으로 발병률이 높다. 스트레스를 받으면 인체는 세로토닌 사용량이 증가하는데, 여성인 경우 세로토닌이 상대적으로 쉽게 고갈되기 때문이다.
- 가족력이 있는 경우에 상대적으로 발병률이 높다.
- 스트레스를 쉽게 받는 성격이나 인지체계를 가지고 있는 경우에 상대적으로 발병률이 높다.
- 스트레스가 많은 환경에 노출될 경우에 상대적으로 발병률이 높다.
- 고혈압제, 항불안제, 마약, 중추신경흥분제 등과 같은 약물 복용이 원인이 될 수 있다.
- 당뇨병, 췌장암, 내분비질환 등이 원인이 될 수 있다.

### 자존감과의 관련성
자존감 (self-esteem)은 자신이 사랑받을 만한 가치가 있는 소중한 존재이고 어떤 성과를 이루어낼 만한 유능한 사람이라고 믿는 마음이다. 자존감이라는 용어는 미국의 의사이자 철학자인 윌리엄 제임스가 1890년대  처음 사용하였다. 윌리엄 제임스는 자존감의 상처가 우울증으로 이어지고 자살에 이르게 할 수 있다고 주장하였다.
서울대병원 강남센터 정신건강의학과 교수 윤대현은 "자존감은 자신에 대한 평가이고 다분히 주관적이다. 자존감 수치가 떨어져 경고등이 들어온다고 해도 실제로 내가 엉망인 사람이 아니기도 하다. 자존감은 '내가 이룬 것'에서 '내가 목표로 한 것'을 뺀 값이 클수록 높아진다. 자신의 목표가 지나치게 높으면 이 수치가 마이너스로 떨어져 자존감을 느끼기 어렵게 된다. 목표를 낮게 잡는 것이 대안이 될 수 있다. 목표가 낮기에 작은 성취에 만족하고 주변의 비판에도 자존감 시스템이 안정을 유지할 수 있다"라고 말했다.

### 생활수준과의 연관성
2005년 대한민국 광주 서구정신건강센터와 대한신경정신의학회 광주·전남지부가 공동으로 저소득(저임금) 취약계층 165명(일반시민 8명 포함)을 대상으로 우울증 척도(BDI)를 조사한 결과 45%가 우울증을 앓고 있거나 위험군으로 분류됐고 이 중 심한 우울증으로 판명된 검사자가 전체의 25%인 42명(BDI 63점 중 24점 이상), 위험군으로 분류되는 중증도 우울증이 20%인 33명(16∼23점)으로 조사됐다.
한편 의외로 삶에서 성공을 거두고 나서 우울증에 빠지는 경우도 있다. 올라간 상태에서 뒤쳐지거나 내려가고 싶지 않다는 심리 때문에 압박감을 느껴 우울증에 빠진다.

### 어린 시절과의 관련성
영국 런던 왕립대학 안드리아 더니지 박사가 주도적으로 참여한 연구진이 2만 3000여 명이 포함된 26건과 관련된 연구를 분석한 결과, 어린시절 학대를 경험한 우울증 환자들은 그렇지 않은 환자들보다 우울증 지속과 재발 가능성이 두 배 정도 높은 것으로 나타났다.

### 다른 질환과의 관련성
- 뇌졸중

미국 브리검여성병원 연구팀이 뇌졸중 병력이 없는 중년 여성 8만 5천여 명을 조사한 결과, 우울증이 있는 여성은 그렇지 않은 여성에 비해 뇌졸중에 걸릴 위험이 29% 높은 것으로 나타났다.
- 관절염

우울증이 있는 환자는 우울증이 없는 환자에 비해서 같은 무릎 관절염의 정도가 같다 하더라도 심한 무릎증상을 보일 가능성이 무려 5.9배나 높은 것으로 나타났다.
- 암

2011년 서울대학교암병원이 암병원 개원 이후 암환자들을 대상으로 '자가진단 서비스'를 통해 통증, 우울증 현황을 조사하였는데 '자가진단 서비스'를 이용한 환자 76%가 전문의의 도움이 필요로 하는 우울증이 있는 것으로 나타났다.
- 장 건강

프리바이오틱스, 프로바이오틱스가 우울증, 불안증 완화에 도움이 된다. 아마도 염증 완화, 과민성 장증후군이나 인슐린 생산능력 저하 등의 문제 해결 등이 우울증 완화에 도움을 주는 것으로 보인다.
항생제 장기 복용
2023년 6월에 서울대 박상민 교수가 항생제를 장기 복용한 40세의 성인이 그렇지 않은 사람보다 2.33배 이상의 우울증 발병 확률이 증가한다고 한다
- 기타

우울증은 당뇨병, 고혈압, 심장질환 등의 질환과 동반될 가능성도 높았다.

## 전조 증상
우울감, 무기력감, 불안, 흥미의 저하, 식욕장애 (신경성 식욕부진증, 신경성 대식증, 폭식장애 등), 수면장애 (불면증 혹은 과수면증), 자살에 대한 생각 등이 주요 증상이다.
무가치감, 부적절한 죄책감 등도 있으며, 집중력과 기억력이 떨어진다. 체중의 변화가 심각한 정도이거나 행동이 둔하고 느려진다. 만성 피로감 등을 겪기도 한다. 두통, 소화불량, 목과 어깨결림, 가슴답답함 등의 신체증상도 나타난다. 어떤 일을 결정하는 것이 힘들어지기도 한다.
심한 우울증의 경우 망상이나 환각 등의 정신증세까지 동반하기도 한다.

## 진단 요소
미국 정신의학회 (American Psychiatric Association)의 정신장애 진단 통계편람 5판 (DSM-5)에서는 우울장애 (Depressive Disorders)군으로 분류되며, 이 중 주요우울장애 (Major Depressive Disorder: MDD)를 통상적으로 우울증이라 칭한다. 주요우울장애의 DSM-5 진단 기준은 다음과 같다.
- 1번과 2번 중에 하나는 반드시 포함되고, 다섯 가지 이상이 동일한 2주 동안에 나타난다.
  1. 거의 하루종일 우울한 기분이 거의 매일 이어지며, 이는 주관적 느낌 (예컨대 슬픔, 공허감, 아무런 희망이 없음)이나 객관적 관찰 소견 (예컨데 자주 눈물을 흘림)으로 확인된다.
  2. 거의 하루종일 거의 모든 활동에 대한 흥미나 즐거움 감소된 상태가 거의 매일 이어짐.
  3. 체중 또는 식욕의 심한 감소나 증가
  4. 거의 매일 반복되는 불면이나 과수면
  5. 정신운동의 초조 (예: 안절부절 못함) 또는 지체 (예: 생각이나 행동이 평소보다 느려짐)
  6. 거의 매일  반복되는 피로감 또는 활력 상실
  7. 무가치감, 또는 지나치거나 부적절한 죄책감이 거의 매일 지속됨.
  8. 사고력 또는 집중력의 감퇴, 결정을 못 내리는 우유부단함이 심해져 거의 매일 지속됨.
  9. 죽음에 대한 생각이 되풀이되어 떠오르거나, 특정한 계획이 없는 자살 사고가 반복되거나, 자살을 시도하거나, 구체적인 자살 계획을 세움.
- 임상적으로 의미있는 고통이나 대인관계, 직업을 포함한 주요 영역의 기능 저하를 일으킴.
- 약물 등 섭취 물질이나 질병으로 인해 야기된 생리적 효과로 인한 것이 아니어야 함.
- DSM-5의 이전판인 DSM-IV(-TR)에서는 사별에 의한 것이 아니어야 한다고 정의하였으나, DSM-5에서는 삭제됨. 이는 사별 자체가 우울증을 야기하는 매우 중요한 요인이기 때문임. 사별, 경제적 몰락, 자연재해 피해, 중증 질환 등의 심각한 상실 (significant loss)이 있은 이후에 명백한 주요우울증상을 보인다면, 주요우울장애로 진단내릴 수 있음.

### 분류
- DSM-IV(-TR)은 '기분장애(mood disorder)'군에 주요우울장애(MDD)와 양극성 장애 분류하였다. 주요 우울삽화는 심각한 우울 증세가 2주 이상 지속되는 주요우울 삽화(Major Depressive Episode, MDE)가 반복적으로 나타나는 경우 특정된다. 한편 DSM-5는 기분장애라는 진단군을 없애고, 우울장애군과 양극성 및 관련 장애군으로 나누어 양극성 스펙트럼 장애라는, 보다 폭넓은 개념을 수용하였다.

- 우울증은 촉발 원인에 따라 반응성우울증과 내인성우울증으로 나눌 수 있다. 외부의 구체적 사건에 대한 반응으로서 나타나는 우울증을 '반응성 우울증'이라고 한다. 외부의 구체적 자극이 없는 상황에서 개인의 고유한 특성으로 인해 나타나는 우울증을 '내인성 우울증'이라고 한다. 하지만, 이러한 구분은 DSM 체계에 포함되어 있지 않은데, 이는 임상적으로 내인성과 외인성을 구분할 수 있는 지표가 없기 때문이다.

- 한편 병적인 기분상태 즉 '우울증'은 주요우울증과 경도우울증으로 나눌 수 있다. 우울감과 절망감, 흥미나 쾌락의 현저한 저하, 저하되거나 증가된 식욕과 체중, 수면양의 감소나 증가, 신체적 초조 또는 활동 속도의 지체, 성욕의 상실이나 피로감, 부적절한 죄책감과 책임감, 무가치감, 집중력의 저하 또는 우유부단함, 죽음이나 자살에 대한 생각 등이 2주 이상 지속되고, 사회적·직업적으로 장애를 일으키면 '주요우울증'이라고 한다. '주요우울증'과 증상은 비슷하되, 그 정도가 경하거나 지속시간이 짧아서 사회적·직업적으로 장애를 일으키지 않으면 '경도우울증'이라고 한다. DSM 진단체계에서는 이를 '주요우울장애(MDD)'와 그 정도는 경하면서 2년 이상 지속되는 ''지속성 우울장애(기분부전증){persistent depressive disorder (dysthymia)}'로 나누었다.[21] DSM-5에는 증상의 종류와 정도, 기간 등의 문제로 이 두 가지 진단기준에 해당하지 않는 우울 증후군들을 진단할 수 있는 진단기준도 함께 제시하고 있다.[21]

- '계절성 정동장애(seasonal affective disorder)'라는 개념이 있는데, 가을과 겨울에 우울해지는 '겨울철 우울증'과 여름에 우울해지는 '여름철 우울증' 등으로 나타날 수 있고, '겨울철 우울증'이 비율이 높다. 일반적으로 봄 여름에는 조증, 경조증 발생이 많은 편이다. 다만 DSM-5 진단체계에서는 계절성 정동장애가 별개로 정의되어 있지 않고, 우울장애 및 양극성장애 진단시 "계절성 동반 (with seasonal pattern)"이라는 명시어를 붙이도록 한다.

- 우울증이 있는데도 겉으로 드러나지 않는 '가면 우울증(masked depression)'이 있다. 과거 한국에서 울화병으로도 부르던 것으로, 다양한 신체적·정신적 증상이 두드러져 우울 증상이 가려져 버리는데, '가면 우울증'의 대표적 증상으로는 두통·어지럼증과 같은 '신경학적 증상', 목ㆍ어깨ㆍ허리 통증과 같은 '골ㆍ근육계 증상', 불안·불면증·심계항진 등과 같은 '생리적 각성 증상', 구역질·소화불량·과민성대장증상 같은 '위장 증상', 잦은 배뇨나 배뇨 불편감 같은 '비뇨기 증상' 등이 있고, 이런 증상들은 특별한 질환이 없는데도 나타난다.[22]

- '합병증으로서의 우울증'이 있다. 암, 심장질환, 뇌경색 등을 앓는 환자의 경우에 우울증을 앓을 수 있다. '합병증으로서의 우울증'은 그 치료가 간과될 가능성이 많은데, 이는 우울증의 신체적 증상이 내과질환의 증상과 비슷하기 때문이다. 한편, 이런 '합병증으로서의 우울증'은 치료할 때 약물 상호작용의 가능성에 대해 고려해야 한다.[6]

- '청소년 우울증', '임신 우울증', '산후 우울증', '갱년기 우울증', '주부 우울증', '노인 우울증', 등 다양하게 분류하기도 한다.

## 치료 방법
우울증은 80% ~ 90%가 치료되어 관리할 수 있는 질환이다. 전문가와의 상담은 우울증 치료의 첫 관문이다. 그 치료방법으로는 약물 치료, 정신 치료 등이 있다. 초기에 병원을 찾는 환자일수록 회복하기 쉽다. 우울증 초기 환자는 약물치료 없이 상담만으로 회복되는 경우도 있다. 약물치료는 우울증 중증 이상인 경우 실시한다. 흔히 의지력만으로 이겨낼 수 있다고 오해되지만 우울증은 뇌 질환이므로 의사의 치료가 필요하다. 우울증 환자가 신앙에 의존하는 경우가 있는데 의사의 진료를 받으면서 신앙생활도 하는 것이 좋다. 신앙만으로 우울증을 이겨낼 수 있다고 착각하는 경우가 많지만 우울증은 생물학적인 원인으로 생기는 것으로 신앙만으로는 치료할 수 없다.

### 약물 치료
약물에는 항우울제, 항불안제, 갑상선 호르몬 제제, 기분 안정제, 조현병 치료제 등이 있다. 이 약물들은 신경전달물질의 조절에 관여한다. 주로 사용되는 약물은 항우울제이다. 조현병 치료제는 흔히 조현병(구 정신분열병) 치료에 사용하지만, 우울 증상이 특히 심하거나, 불면증이 잘 치료되지 않거나, 망상이 동반되는 경우, 조울증 등 주요 우울 장애 치료의 부가 요법제로 쓰일 수 있다.
항우울제로는 아미트립틸린등 삼환계 항우울제(Tricyclic antidepressants: TCAs)와 선택적 세로토닌 재흡수 억제제(이하 SSRI), 세로토닌-노르에페네프린 재흡수 억제제(이하 SNRI) 등을 들 수 있다. 아미트립틸린은 노르에피네프린이 시냅스 전 뉴런으로 재흡수되는 것을 억제하여 신경전달물질의 활성 수명을 연장하도록 하고, 세로토닌 재흡수 억제제는 시냅스로부터 세로토닌을 제거하는 것을 억제해 시냅스 후 뉴런에서 세로토닌 관련 활성이 증가하여 항우울작용을 한다.
항우울제는 빠르면 2-4주, 일반적으로는 2개월 정도가 지나야 효과가 있다. 효과가 천천히 나타나기 때문에 항우울제에 대한 약물 의존성은 적다. 또한 정신과 의사들은 환자들이 약물에 중독되지 않게 처방하는 방법을 훈련받은 사람들이므로 환자들은 중독에 대해서 걱정할 필요가 없다. 대신 중단 시 재발가능성이 높아져, 처음 치료 시 6-12개월 약을 복용하는데 중단했다가 다시 복용하면 2-3년이 걸린다. 충분한 약물 치료가 진행되고 나면 해마 크기가 정상화되기 때문에 완치 후 다시 약물을 복용할 필요가 없어진다.
조현병 치료제 중 일본 오츠카제약이 개발한 아리피프라졸(aripiprazole) 성분의 도파민 부분 효능제인 '아빌리파이'가 체중 증가 및 추체 외로 장애 등 운동 및 대사 장애의 부작용이 적은 효과적인 조현병 치료제로, 조현병(정신분열병)을 비롯한 양극성 장애의 급성 조증에도 효과를 나타내어 정신 질환의 광범위한 치료가 가능하다. 아리피프라졸을 비롯한 그 외에도 영국 아스트라제네카사의 조현병 치료제 '쎄로켈 XR(푸마르산 쿠에티아핀 서방형 제제)'(푸마르산 쿠에티아핀, quetiapine extended-release)도 성인의 우울증 치료를 위한 주요 우울 장애 치료의 부가 요법제로 승인을 얻었다. 이 외에도 올란자핀(olanzapine), 아미설프라이드(amisulpride), 지프라시돈(ziprasidone) 제제 등이 우울 증상의 부가 요법제로 쓰일 수 있다.

#### 부작용
삼환계 항우울제인 트라조돈과 노르아드레날린 특정 세로토닌 사환계 항우울제(NaSSA)인 미르타자핀(mirtazpine) 등 진정 효과가 강한 약물들은 안전성, 부작용 등의 문제가 제기되고 있는데, 특히 고령자가 복용할 경우에 뇌졸중 발견이 늦어지거나 넘어져  골절될 위험이 있어, 이때문에 사망 위험까지 높일 가능성이 있으므로 나이 든 사람들에게 처방시 주의해야 한다.  또한, 조현병 치료제 중 비정형 항정신병제제(푸마르산 쿠에티아핀, 아리피프라졸)의 경우 일부 제제와 병용 투여시 다양한 부작용이 나타날 수 있다. 이에 식약처 관계자는 "어떤 약물이건 부작용이 없을 수는 없다"며 "이들 약물에 대한 안전성 등에 문제가 생긴다면 조치하겠다"고 말하였다. 약물 부작용은 정도의 차이가 있을 뿐 피할 수 없는 것으로, 이는 약리학적 효과에 필연적으로 동반되는 것이다. 따라서, 치료 초기에는 환자의 증상과 조건에 따라 적절한 약물과 용량을 찾기 위한 기간이 필요할 수 밖에 없다. 부작용으로 의심되는 현상이 생길 경우, 즉각 정신건강의학과 전문의를 찾아가 상의하여 약물 변경을 고려하는 게 바람직하다.
현대에 일반적으로 사용하는 우울증약은 부작용이 적다.

### 심리치료
정신치료에는 인지체계 교정을 위한 '인지치료', 대인관계 기술을 위한 '대인관계치료', 반복되는 패턴의 갈등 양상 이면에 숨은 무의식(잠재의식)의 문제를 분석하는 '정신역동치료' 등이 있다. 그 외에 '집단치료', '가족치료' 등이 있다.
약물 치료에 대해 막연한 저항감을 가진 환자들이 "심리치료"를 찾으면서 "마음 속에 있는 말을 쏟아내고 툭 털어놓으면 좋겠다"라고 하는 경우가 종종 있다. 정신치료에 대해 일종의 마술적 기대나 환상을 갖고 있는 경우가 많은데, 정신치료는 전지전능한 치료자가 마술이나 수술처럼 아픈 부위를 낫게 해 주는 것이 아니라, 내담자와 치료자가 함께 문제가 되는 부분을 탐구하고 해결책을 찾아가는 과정이다. 따라서, 준비가 되지 않은 환자는 정신치료 때문에 오히려 더 큰 스트레스를 받을 수도 있으며, 치료 방식이나 스타일이 잘 맞지 않는 치료자를 만나면 더 크게 좌절하기도 한다. 요컨대, 정신치료(심리치료)를 받는 것은 좋으나, 적절한 약물 복용을 병행하는 것이 바람직하며, 단기간에 씻은 듯이 낫게 해 줄 것이라는 기대는 버리는 것이 좋다. 또한, 치료자가 마음에 들지 않는다고 해서 치료를 아예 포기하지 말고, 나와 잘 맞는 치료자를 찾기 위해 시도하는 것이 좋다.

### 기타
강요되지 않은 신체 활동, 운동 등은 우울 증상을 완화시킬 수 있다.
탄수화물 섭취는 우울 증상을 완화시킬 수 있다. 탄수화물은 췌장으로부터 '인슐린' 분비를 촉진시키고, 이 '인슐린'은 간이나 근육의 아미노산을 혈액으로 내보내게 되는데, 이 때 나오는 '트립토판'이라는 아미노산은 뇌혈관 장벽을 통과해 뇌신경세포에 들어가 '세로토닌'을 만드는 원료로 사용된다.

## 대한민국의 현황
건강보험심사평가원이 2005년부터 2009년까지 5년 간 우울증에 대한 자료를 분석한 결과, 우울증의 진료인원과 총 진료비가 각각 연평균 4%, 10.4% 증가한 것으로 나타났다. 진료인원은 2005년 43만 5000명에서 2009년 50만 8000명으로 7만 3000명이 증가한 것으로 나타났다. 이는 연평균 약1 만8000명씩 환자수가 증가하고 있는 것이다. 특히 노인들(70대 이상)의 연평균 증가율을 분석한 결과, 13.6%로 가장 높게 나타나 발병이 급격한 증가세를 기록하고 있다. 2022년 기준 한국의 우울증 발생률은 oced 1위이다.

#### 사회적 인식
2011년 7월 7일, 인터내셔널 헤럴드 트리뷴(IHT)는 한국사회의 정신병리 현상을 심각한 어조로 소개했다.
한국에서는 체면을 중시하는 문화와 급속한 산업화로 자살률이 치솟고 있지만, 전문적인 정신ㆍ심리 상담 치료를 기피하는 분위기가 여전하다. 한국에서는 매일 30여 명이 자살로 생을 마감하는데, 한국의 인구대비 자살률은 미국의 3배 수준이고, 지난 10년 간 일면식도 없는 사람들이 인터넷을 통해 만나 동반 자살을 하는 현상도 크게 늘었다. 최근 몇 주간 대학총장, 아이돌 그룹 리더, 스포츠뉴스 아나운서, 축구선수, 대학생, 교수 등이 잇따라 스스로 목숨을 끊는 등 한국에서 정치인, 기업인, 연예인 등의 자살은 일상사가 되었을 정도이다. 자살의 80% ~ 90%는 우울증의 결과로 추산되고 있다. 이렇게 상황이 심각하지만, 최신 기술과 유행의 '얼리 어답터'인 한국에서 유독 서구식 상담 치료만큼은 확산되지 못하고 있다.

2011년 6월 22일, 한국보건의료연구원은 대한민국 사회에 심각한 문제로 대두된 우울증과 자살에 대한 대책 마련을 위해 기존의 연구들과 전문가들의 의견을 종합해 '국내 우울증의 질병부담과 치료현황'을 분석한 결과를 발표하였다.
평생 한 번이라도 우울증을 앓은 사람이 전체 인구의 5.6%(약 200만 명)에 달하는 것으로 나타났다. 현재 우울증을 앓고 있는 사람도 전 국민의 2.5%(약 100만 명)에 이른다. 하지만 정신과 등에서 우울증 치료를 받고 있는 환자 수는 29만 명에 그쳤고, 이 중에서 지속적으로 치료를 받는 사람은 15만 명(15%)에 불과한 실정이다. 우울증은 2주 이상 우울 증상이 지속되어 일상생활이나 사회생활에 심각한 지장을 주는 질환이지만, 누구나 앓을 수 있고 치료도 얼마든지 가능하다. 하지만 '정신 질환'이라는 편견때문에 방치되면, 자살 등 심각한 문제로 이어질 수 있다.

2011년 6월 3일, 건강보험공단에서 '우울증과 자살'이라는 주제로 세미나가 열렸다. 이 세미나에서 서울특별시 자살예방센터 팀장 이구상은 다음과 같이 말했다.
우울증은 자살에 가장 큰 영향을 미치는 요인이지만, 대상이나 상황에 따라 자살에 영향을 미치는 주 요인은 얼마든지 달라질 수 있기 때문에 다양한 관점에서 자살을 이해하려는 노력이 필요하다. 그리고 정신과 치료를 받게 되면 취직, 결혼, 보험가입 등 여러 면에서 불이익이 생긴다는 오해들로 인해 정신과 치료를 기피하는 경향이 있는데, 이것이 자살의 시도와 계획을 증가시키고 있다.

2018년 기준 대한민국에서 우울증으로 병원 치료를 받는 환자의 비율은 2%대인데, 이는 다른 선진국들에 비하면 턱없이 낮은 비율이다. 또한 항우울제 국가별 소비량을 봐도 대한민국은 낮은 수치를 기록하고 있다. 이것은 우울증에 대한 사회적 인식을 반영하는 것으로 우울증이 일반적인 질병이며 이를 부정적으로 보아선 안 된다는 점을 시사한다.

#### 징병제와 우울증
대한민국은 징병제를 시행하는 국가이다. 징병제는 개인의 결정권이 박탈된 상태에서 국가의 명령에 의해 군인이 되는 제도이고, 구타나 가혹 행위와 같은 인권 침해의 비율이 모병제보다 높은데, 이는 병사들이 우울증을 겪을 확률을 높인다.
대한민국 국회 보건복지위원회 위원 주승용은 국방부로부터 제출받은 자료를 토대로 장병들의 정신신경용제(CNS 처방 의약품) 사용 실태를 파악하였다.
2010년, 장병 10만 명당 12.6명이 항우울제 및 조현병 치료제 등 정신신경용제(CNS 처방 의약품)를 약 100만 정(약 2억 5800만 원)을 복용한 것으로 나타났다. ●육군 •1군 5만 정(1500만 원) •2군 0정 •3군 5000정(700만 원) ●해군 1만 2000정(800만 원) ●공군 476정(70만 원) ●국군의무사령부 93만 정(2억 2700만 원)
사용된 CNS(중추 신경계) 의약품 중에서 향정신성 불면증 치료제인 '스틸녹스(졸피뎀)'는 4200개 사용되었다. 육군 중에서 1군과 2군, 그리고 해군과 공군은 불면증 치료제 사용 실적이 전혀 없었고 3군은 알 수 없는 불면증 치료제 사용이 나왔다. 향정신성의약품이란 마약류관리법에 따라 마약, 대마와 함께 '마약류'로 분류되며, 인간의 중추신경계에 작용하는 것으로서 오용 또는 남용할 경우 인체에 현저한 위해가 있다고 인정되는 의약품이다. 식약처는 '스틸녹스(졸피뎀)'를 복용하면, 우울증 환자의 자살 충동, 환각, 괴기한 행동 등의 부작용이 나타날 수 있다고 경고하고 있다. '스틸녹스(졸피뎀)'는 오남용의 우려가 있는 불면증 치료제로, 신중하게 사용해야 할 마약류관리에 관한 법률에 따라 엄연히 분류되는 향정신성의약품인 것이다.
이 실태 조사를 통해 주승용은 장병들이 제대로 된 정신건강의학과 치료를 받았는지 의구심을 드러내었는데, 경험이 부족한 의사가 장병들에게 자살 충동을 불러올 수 있는 항우울제도 마구잡이로 처방한 것은 아닌지, 이것이 군대 내의 자살율 증가를 가져온 것이 아닌지 등에 대해 의혹을 제기하였다. 대표적인 항우울제와 비정형 조현병 치료제인 '푸로작(플루옥세틴)'과 '졸로푸트(설트랄린)', '렉사프로(에스시탈로프람)', '쎄로켈(푸마르산 쿠에티아핀)', '아빌리파이(아리피프라졸)'는 18∼24세 청년들에게 자살 충동, 불안, 신경과민, 안절부절증, 추체 외로계 장애(EPS) 등을 유발할 수 있는 의약품이기 때문이다.

#### 직업과의 연관성
2009년 녹색병원 노동환경건강연구소가 민간서비스산업노조연맹의 의뢰를 받아 국내 한 대형유통사 서비스업종 직원 2902명을 조사한 결과, 49.7%(1413명)가 우울증상을 앓고 있는 것으로 조사됐다. 특히 심리치료가 필요한 중등도 증상은 11.9%, 고도 우울증상을 보이는 이들은 8.1%나 됐다. 경한 증상은 28.7%였다.
2007년 대한산업의학학회가 증권업 소속 노동조합원 대상으로 온·오프라인 설문조사 결과 18.5%에 달하는 응답자가 중증도 이상의 우울상태에 있는 것으로 조사됐다.

##### 사례
2011년 12월 9일, 선임병들로부터 따돌림과 모욕 등 부당한 가혹행위를 받아 후임병이 자살한 경우 국가가 이를 배상해야 한다는 판결이 나왔다.

## 지속성 우울장애
DSM-IV에서 진단하는 만성주요우울장애와 기분부전장애가 결합적으로 증상을 보이는경우 지속성 우울장애로 분류된다.

## 치료
보통 심리상담치료와 약물치료가 병행된다. 약물치료에는 주로 항우울제가 사용된다. 영국 아스트라제네카사의 조현병 치료제 '쎄로켈 XR(푸마르산 쿠에티아핀 서방형 제제)'과 일본 오츠카사의 조현병 치료제 '아빌리파이(아리피프라졸)'의 경우, 성인의 우울증 치료를 위한 주요 우울 장애 치료의 부가 요법제로 승인되어 있다.

## 같이 보기
- 조증
- 조울증
- 자살
  - 대한민국의 자살
- 심리적 부검
- 정신의학
- 주요정동장애
- 양극성 정동장애
- 인격장애
- 기분 장애
- 기분부전장애
- 주요 우울 삽화
- 주요 우울 장애
- 파괴적 기분조절부전장애

### 자가진단
- 우울증 테스트 자가진단

### 관련 전문가 칼럼
- 김충렬 박사의 '우울증', 1 우울증이란 무엇인가
- 김충렬 박사의 '우울증', 2 우울증 발생과 그 역학
- 김충렬 박사의 '우울증', 3 유발원인들
- 김충렬 박사의 '우울증', 4 병리적 특징
- 김충렬 박사의 '우울증', 5 관련 문제들
- 김충렬 박사의 '우울증', 6 일반적 특징
- 김충렬 박사의 '우울증', 7 우울증의 유형
- 최현정의 마음이야기

### 관련 기사
- 박희정. 트라우마, ‘약물’ 아닌 ‘사회적 치유’ 필요. 일다. 2012년 4월 5일.
- 허핑턴포스트 - 우울증 증상이지만 사람들이 알아차리지 못하는 30가지 보관됨 2018-06-19 - 웨이백 머신
- 한겨레 - “이 감정선 너무 적절해” 공감 타고 3쇄 찍은 ‘우울증 치료일기’

### 관련 동영상
- 대도서관TV - 정신과 전문의 출연 우울증을 파괴한다 - 유튜브